# Liste der Orte im Landkreis Weimarer Land
Diese Liste enthält alle Orte (Städte, Gemeinden und Ortsteile) im thüringischen Landkreis Weimarer Land.
| Ort                       | Gemeinde          | Einwohner (ca.) |
| ------------------------- | ----------------- | --------------- |
| Altdörnfeld               | Blankenhain       | 55              |
| Apolda, Stadt             | Apolda            | 19.881          |
| Auerstedt                 | Bad Sulza         | 464             |
| Bad Berka, Stadt          | Bad Berka         | 5.462           |
| Bad Sulza, Stadt          | Bad Sulza         | 2.820           |
| Ballstedt                 | Ballstedt         | 319             |
| Barchfeld                 | Kranichfeld       | 100             |
| Bechstedtstraß            | Grammetal         | 265             |
| Bergern                   | Bad Berka         | 356             |
| Berlstedt                 | Am Ettersberg     | 1.300           |
| Blankenhain, Stadt        | Blankenhain       | 3.600           |
| Buchfart                  | Buchfart          | 181             |
| Buttelstedt               | Am Ettersberg     | 900             |
| Daasdorf                  | Am Ettersberg     | 235             |
| Daasdorf a. Berge         | Grammetal         | 253             |
| Darnstedt                 | Niedertrebra      | 150             |
| Denstedt                  | Ilmtal-Weinstraße | 250             |
| Döbritschen               | Döbritschen       | 196             |
| Drößnitz                  | Blankenhain       | 180             |
| Eberstedt                 | Eberstedt         | 219             |
| Eckolstädt                | Bad Sulza         | 676             |
| Eichelborn                | Grammetal         | 200             |
| Ettersburg                | Ettersburg        | 564             |
| Flurstedt                 | Bad Sulza         | 265             |
| Frankendorf               | Frankendorf       | 183             |
| Gebstedt                  | Bad Sulza         | 154             |
| Goldbach                  | Ilmtal-Weinstraße | 80              |
| Göttern                   | Magdala           | 230             |
| Großheringen              | Großheringen      | 537             |
| Großlohma                 | Blankenhain       | 70              |
| Großobringen              | Am Ettersberg     | 869             |
| Großromstedt              | Bad Sulza         | 273             |
| Großschwabhausen          | Großschwabhausen  | 840             |
| Gutendorf                 | Bad Berka         | 207             |
| Haindorf                  | Am Ettersberg     | 130             |
| Hammerstedt               | Hammerstedt       | 165             |
| Hayn                      | Grammetal         | 150             |
| Heichelheim               | Am Ettersberg     | 310             |
| Hermstedt                 | Bad Sulza         | 242             |
| Herressen-Sulzbach        | Apolda            | 610             |
| Hetschburg                | Hetschburg        | 229             |
| Hochdorf                  | Blankenhain       | 274             |
| Hohenfelden               | Hohenfelden       | 374             |
| Hohlstedt                 | Großschwabhausen  | 150             |
| Hopfgarten                | Grammetal         | 625             |
| Hottelstedt               | Am Ettersberg     | 200             |
| Isseroda                  | Grammetal         | 541             |
| Kaatschen-Weichau         | Großheringen      | 150             |
| Kapellendorf              | Kapellendorf      | 446             |
| Keßlar                    | Blankenhain       | 125             |
| Kiliansroda               | Kiliansroda       | 228             |
| Kleinlohma                | Blankenhain       | 111             |
| Kleinobringen             | Am Ettersberg     | 281             |
| Kleinromstedt             | Bad Sulza         | 506             |
| Kleinschwabhausen         | Kleinschwabhausen | 259             |
| Klettbach                 | Klettbach         | 1.100           |
| Ködderitzsch              | Bad Sulza         | 130             |
| Kösnitz                   | Bad Sulza         | 114             |
| Kötschau                  | Großschwabhausen  | 80              |
| Kottendorf                | Bad Berka         | 46              |
| Krakendorf                | Blankenhain       | 126             |
| Kranichfeld, Stadt        | Kranichfeld       | 2.950           |
| Krautheim                 | Am Ettersberg     | 356             |
| Kromsdorf                 | Ilmtal-Weinstraße | 1.300           |
| Lachstedt                 | Schmiedehausen    | 50              |
| Lehnstedt                 | Lehnstedt         | 356             |
| Lengefeld                 | Blankenhain       | 168             |
| Leutenthal                | Ilmtal-Weinstraße | 256             |
| Liebstedt                 | Ilmtal-Weinstraße | 350             |
| Linda                     | Mechelroda        | 50              |
| Loßnitz                   | Blankenhain       | 25              |
| Lotschen                  | Blankenhain       | 113             |
| Magdala, Stadt            | Magdala           | 1.500           |
| Maina                     | Magdala           | 100             |
| Mattstedt                 | Ilmtal-Weinstraße | 503             |
| Mechelroda                | Mechelroda        | 210             |
| Meckfeld, bei Bad Berka   | Bad Berka         | 134             |
| Meckfeld, bei Blankenhain | Blankenhain       | 29              |
| Mellingen                 | Mellingen         | 1.250           |
| Mönchenholzhausen         | Grammetal         | 740             |
| München                   | Bad Berka         | 85              |
| Münchengosserstädt        | Bad Sulza         | 262             |
| Nauendorf, bei Bad Berka  | Nauendorf         | 283             |
| Nauendorf, bei Apolda     | Apolda            | 164             |
| Neckeroda                 | Blankenhain       | 183             |
| Nermsdorf                 | Am Ettersberg     | 143             |
| Neudörnfeld               | Blankenhain       | 47              |
| Neumark, Stadt            | Neumark           | 485             |
| Neustedt                  | Bad Sulza         | 70              |
| Niederreißen              | Ilmtal-Weinstraße | 225             |
| Niederroßla               | Ilmtal-Weinstraße | 1.145           |
| Niedersynderstedt         | Blankenhain       | 166             |
| Niedertrebra              | Niedertrebra      | 680             |
| Niederzimmern             | Grammetal         | 1.045           |
| Nirmsdorf                 | Ilmtal-Weinstraße | 86              |
| Nohra                     | Grammetal         | 650             |
| Obergrunstedt             | Grammetal         | 200             |
| Oberndorf                 | Apolda            | 275             |
| Obernissa                 | Grammetal         | 300             |
| Oberreißen                | Ilmtal-Weinstraße | 186             |
| Oberroßla                 | Apolda            | 850             |
| Obersynderstedt           | Blankenhain       | 70              |
| Obertrebra                | Obertrebra        | 291             |
| Oettern                   | Oettern           | 146             |
| Oßmannstedt               | Ilmtal-Weinstraße | 1.000           |
| Ottmannshausen            | Am Ettersberg     | 200             |
| Ottstedt, bei Magdala     | Magdala           | 137             |
| Ottstedt am Berge         | Grammetal         | 264             |
| Pfiffelbach               | Ilmtal-Weinstraße | 537             |
| Pfuhlsborn                | Bad Sulza         | 179             |
| Ramsla                    | Am Ettersberg     | 329             |
| Rannstedt                 | Bad Sulza         | 186             |
| Reisdorf                  | Bad Sulza         | 308             |
| Rettwitz                  | Blankenhain       | 43              |
| Rittersdorf               | Rittersdorf       | 267             |
| Rödigsdorf                | Apolda            | 150             |
| Rohrbach                  | Ilmtal-Weinstraße | 195             |
| Rottdorf                  | Blankenhain       | 219             |
| Saalborn                  | Blankenhain       | 212             |
| Sachsenhausen             | Am Ettersberg     | 365             |
| Schellroda                | Klettbach         | 200             |
| Schmiedehausen            | Schmiedehausen    | 370             |
| Schoppendorf              | Bad Berka         | 109             |
| Schöten                   | Apolda            | 258             |
| Schwabsdorf               | Wiegendorf        | 120             |
| Schwarza                  | Blankenhain       | 200             |
| Schwerstedt               | Am Ettersberg     | 348             |
| Sohnstedt                 | Grammetal         | 230             |
| Söllnitz                  | Blankenhain       | 140             |
| Sonnendorf                | Bad Sulza         | 80              |
| Stedten am Ettersberg     | Am Ettersberg     | 180             |
| Stedten (Ilm)             | Kranichfeld       | 500             |
| Stobra                    | Bad Sulza         | 274             |
| Tannroda, ehemalige Stadt | Bad Berka         | 1.006           |
| Thalborn                  | Am Ettersberg     | 120             |
| Thangelstedt              | Blankenhain       | 310             |
| Tiefengruben              | Bad Berka         | 251             |
| Tonndorf                  | Tonndorf          | 660             |
| Troistedt                 | Grammetal         | 195             |
| Tromlitz                  | Blankenhain       | 160             |
| Ulla                      | Grammetal         | 750             |
| Ulrichshalben             | Ilmtal-Weinstraße | 300             |
| Umpferstedt               | Umpferstedt       | 606             |
| Utenbach                  | Apolda            | 620             |
| Utzberg                   | Grammetal         | 290             |
| Vippachedelhausen         | Am Ettersberg     | 500             |
| Vollersroda               | Vollersroda       | 199             |
| Vollradisroda             | Döbritschen       | 35              |
| Weiden                    | Am Ettersberg     | 79              |
| Wersdorf                  | Ilmtal-Weinstraße | 80              |
| Wickerstedt               | Bad Sulza         | 805             |
| Wiegendorf                | Wiegendorf        | 241             |
| Willerstedt               | Ilmtal-Weinstraße | 290             |
| Wittersroda               | Blankenhain       | 45              |
| Wohlsborn                 | Am Ettersberg     | 522             |
| Wormstedt                 | Bad Sulza         | 599             |
| Zottelstedt               | Apolda            | 371             |

## Weitere Ortsteile
- Zu Apolda gehört das Dorf Heusdorf, das mit dem Stadtgebiet zusammengewachsen ist.
- Zu Bad Berka gehört das Gehöft Böttelborn.
- Bad Sulza besteht aus den zusammengewachsenen Orten Stadtsulza, Dorfsulza und Bergsulza. Zu Bad Sulza gehört das Gehöft Schwabsdorf und die Siedlung Oberneusulza.
- Ilmtal-Weinstraßes Ortsteil Kromsdorf besteht aus den zusammengewachsenen Orten Großkromsdorf und Kleinkromsdorf.
- Zu Rittersdorf gehört das Gehöft Mohrenthal.